# Hva' så
"Hva' så" er Gulddrengs tredje sang. Nummeret blev taget rigtig godt imod, men ikke ligeså godt som hans to forrige sange, "Model" og "Se mig nu". Den gik ind som nummer et på samtlige hitlister.
1. september 2016 lavede Gulddreng en ret komisk teaser til sangen hvor han blandt andet sagde: ”Alle i hele verden snakker om Gulddreng. De spørger; kommer der snart en ny sang? Og nej, der gør der ikke... eller jo. Det gør der nu. Og hva' så?”

## Hitlister
| \| Hitliste (2016) \| Højeste placering \| \| ------------------------- \| ----------------- \| \| Danmark (Track Top-40)[1] \| 1 \| |                   |
| Hitliste (2016) | Højeste placering |
| Danmark (Track Top-40) | 1                 |